# Área de Proteção Ambiental Delta do Jacuí
A Área de Proteção Ambiental Delta do Jacuí é uma das Unidades de Conservação do Governo do Estado do Rio Grande do Sul, Brasil.
Localiza-se entre os municípios de Porto Alegre, Canoas, Eldorado do Sul, Nova Santa Rita, Triunfo e Charqueadas, com uma área de 22.826,39 ha. Foi criada em 2005 pela Lei Estadual n° 12.371, tendo 62% de seu território sobreposto ao do Parque Estadual Delta do Jacuí. Zona de manejo sustentável, preserva banhados, restingas e trechos de floresta estacional decidual no delta do rio Jacuí e no seu entorno, além de ter valor paisagístico e cultural.